# Grêmio Esportivo Novorizontino
Grêmio Esportivo Novorizontino – brazylijski klub piłkarski z siedzibą w Novo Horizonte, w stanie São Paulo.

## Osiągnięcia
- Wicemistrz stanu São Paulo (Campeonato Paulista): 1990
- Mistrz trzeciej ligi brazylijskiej (Campeonato Brasileiro Série C): 1994
- Liga Catanduvense: 1974, 1975

## Historia
Klub założony został 11 marca 1973 roku pod nazwą Pima Futebol Clube (głównym sponsorem klubu była fabryka butów Pima). Klub przystąpił do amatorskiej ligi miasta Catanduva zwanej Liga Catanduvense, którą wygrał w 1974 i 1975 roku.
W roku 1976 Pima stała się klubem zawodowym i zmieniła nazwę na do dziś używaną - Grêmio Esportivo Novorizontino. W tym samym roku klub przystąpił do rozgrywek trzeciej ligi stanu São Paulo (Campeonato Paulista Série A3).
W 1990 roku Novorizontino dostał do finału Campeonato Paulista, w którym spotkał się Bragantino. Po drodze pokonał takie kluby jak SE Palmeiras, Guarani FC czy Portuguesa. W finale po dwóch remisach mistrzem stanu ogłoszono klub Bragantino z powodu większej liczby punktów zdobytych podczas rozgrywek.
W roku 1994 Novorizontino zwyciężył w trzeciej lidze brazylijskiej (Campeonato Brasileiro Série C) pokonując w finale klub Ferroviária. Dzięki temu zwycięstwu w następnym sezonie klub mógł przystąpić do rozgrywek drugiej ligi brazylijskiej (Campeonato Brasileiro Série B).
Z powodu problemów finansowych klub w roku 1996 nie przystąpił do rozgrywek drugiej ligi brazylijskiej.
W roku 1998 Novorizontino dotarł do finału drugiej ligi stanowej i 26 kwietnia na stadionie Estádio Municipal Carlos Afine w Paraguaçu Paulista pokonał 4:0 miejscowy klub Paraguaçuense. Zwycięstwo to dało mistrzostwo drugiej ligi i awans do pierwszej ligi Campeonato Paulista.
W roku 1999 z powodu ogromnych długów klub nie przystąpił do mistrzostw stanowych organizowanych przez Paulista Fotball Federation, po czym sekcja piłkarska klubu została zawieszona.

### Piłkarze w historii klubu
- Édson Pezinho
- Luís Carlos Goiano
- Márcio Santos
- Maurício
- Odair (przydomek He-Man)
- Paulo Sérgio

### Trenerzy w historii klubu
- Nelsinho Baptista